# وایلون فرانسیس
وایلون فرانسیس (انگلیسی: Waylon Francis؛ زاده ۲۰ سپتامبر ۱۹۹۰) یک بازیکن فوتبال اهل کاستاریکا است.
وی همچنین در تیم ملی فوتبال کاستاریکا بازی کرده‌است.